# Лоран Олександр Георгійович
Олександр Георгійович Лоран (фр. Alexandre G. Laurent, 1849 — ок. 1911) — російський винахідник, серед чого — піни для гасіння пожежі та першого у світі пінного вогнегасника.

## Біографія
Народився 1849 року в Кишиніві Бессарабської області. Його дід, француз із Лозанни та активіст масонського руху Жан Лоран, з 1811 року працював гувернером та ад'юнктом, а з 1817 року вчителем курсу загальної історії та французької літератури в Рішельєвському ліцеї в Одесі. — цей ліцей закінчили, і його батько — Георгій Іванович Лоран (1839), і його дядечко — Микола Іванович Лоран (1836).
Після Рішельєвської гімназії він закінчив у Санкт-Петербурзі політехнічний інститут і продовжив навчатися в Парижі, де вивчав хімію.
Повернувшись до Росії, Лоран пропрацював деякий час учителем в одній зі шкіл Баку, де на той час знаходився центр російської нафтової промисловості. Ставши свідком потужних пожеж на нафтових родовищах, що дуже важко піддавалися гасінню та справили на нього сильне враження, Лоран вирішив створити рідку речовину, яка могла б ефективно справлятися з такою серйозною проблемою. Таким чином він розробив спеціальну піну для гасіння пожежі, яка дала гарний результат під час випробувань, які проходили в 1902—1903 рр. Піну, яку винахідник назвав «Лорантина», вдавалося отримати шляхом взаємодії кислотної та лужної складових. Загалом було проведено зо 20 випробовувань піни, враховуючи публічні, під час яких у резервуар з нафтою, що палає заливався склад Лорана.
1906 року Лоран запатентував свій винахід і того ж року розробив пінний вогнегасник. Згодом у Санкт-Петербурзі він відкрив компанію «Еврика», яка займалася виробництвом і продажем вогнегасників під цим брендом (невдовзі було перейменовано на «Лорантин»). Вогнегасники цієї марки демонструвалися на міжнародних виставках і були визнані дуже ефективним засобом гасіння як побутових пожеж, так і спалахів на промислових об'єктах.
У 1906—1908 рр. мав власне фотоательє на вулиці Велика Зеленина, буд. 16, з 1909 року — на вулиці Колпинської, буд. 27.

## Цікаві факти
Існує легенда, що ідея про піну для гасіння пожеж прийшла Лорану в голову, коли він був у шинку й споглядав на пивну піну, що лишилася на дні кухля.